# Кошечки
Ко́шечки — село в Україні, у Словечанській сільській громаді Коростенського району Житомирської області. Населення становить 67 осіб.

## Географія
Село розташовано на Словечансько-Овруцькому кряжі.

## Історія
У 1906 році село Словечанської волості Овруцького повіту Волинської губернії. Відстань від повітового міста 37 верст, від волості 7. Дворів 15, мешканців .

## Відомі люди
- Радкевич Петро Іванович (1977—2014) — старший солдат Збройних сил України, учасник російсько-української війни.
- Чумак Василь Олегович (2002—2022) — солдат Збройних Сил України, учасник російсько-української війни, що загинув у ході російського вторгнення в Україну в 2022 році.